# 伴星 (人工衛星)
伴星（英: BanXing ; BX-1）は2008年9月27日11時27分（GMT）に神舟7号から放出された中国の小型人工衛星。放出される前は神舟7号のオービタルモジュールの先端部に取り付けられていた。
伴星は神舟7号の画像を中継することに使用された。質量は約40kgで、2台のカメラと通信装置を搭載し、アンモニアガスをベースとした推進システムによって操作された。
神舟7号が大気圏再突入を果たした後、伴星は破棄された神舟のオービタルモジュールと共に編隊飛行実験の一環として軌道上に残された。
伴星が放出された数時間後に、伴星と神舟7号のオービタルモジュールは国際宇宙ステーションの非常に近くを通過した。このことは、この実験が軍事的な対衛星迎撃技術の試験を意図したものではなかったのか、という臆測を引き起こした。